# レザーバック (潜水艦)
レザーバック (USS Razorback, SS-394) は、アメリカ海軍の潜水艦。バラオ級潜水艦の一隻。艦名はナガスクジラに因んで命名された。

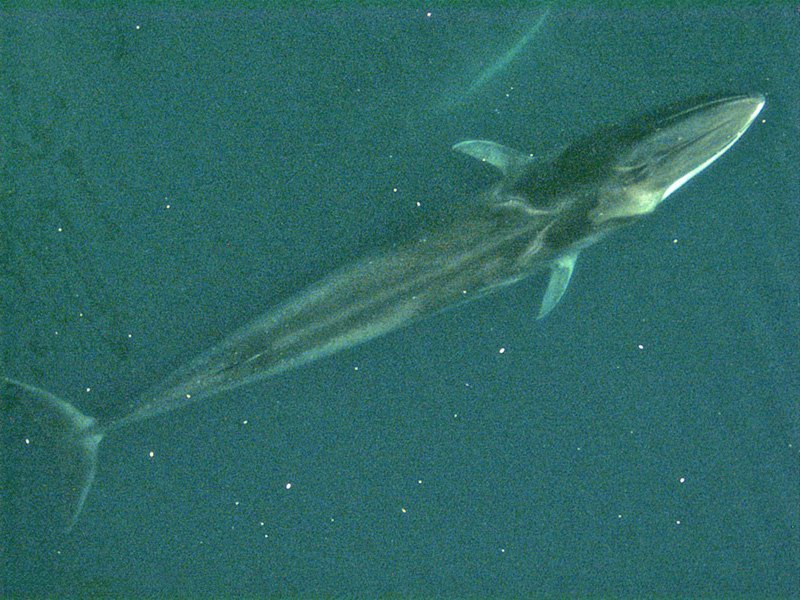
ナガスクジラ（通称Razorback）

## 艦歴
レザーバックは1943年9月9日にメイン州キタリーのポーツマス海軍造船所で起工した。1944年1月27日にH・F・D・デイヴィス夫人によって命名、進水したが、レザーバックはレッドフィッシュ (USS Redfish, SS-395)、ロンクィル (USS Ronquil, SS-396) と並んで同時に進水した。スキャバードフィッシュ (USS Scabbardfish, SS-397) はこれらの艦の数時間後に進水した。1944年1月27日はアメリカ海軍の歴史において、1つの造船所で4隻の艦が同時に進水した唯一の日となった。1944年4月3日に艦長アルバート・M・ボンティアー少佐（アナポリス1935年組）の指揮下就役する。
ところが、レザーバックは整調訓練中にブロックアイランド・サウンドにおいて座礁する。査問委員会は6月5日付でボンティアー艦長および副長のジョン・ヘインズ中尉を解任し、代わりに艦長にロイ・S・ベンソン中佐（アナポリス1929年組）、副長にチャールズ・ドナルド・ブラウン少佐（アナポリス1938年組）を任命した。
ニューイングランド沖での整調後、レザーバックはベンソン艦長の指揮下真珠湾へと航海した。

### 第1、第2の哨戒 1944年8月 - 1945年1月
8月25日、レザーバックは最初の哨戒でフィリピン方面に向かった。この頃、ウィリアム・ハルゼー大将率いる第3艦隊がペリリュー島攻略支援でこの海域に進出した。日本海軍の艦隊が出動することを念頭に置き、ハルゼーはフィリピンとペリリューの間にレザーバックを含む10隻の潜水艦を、日本海軍が採用したような二重の散開線を構成して配備させた。この散開線は俗に「ハルゼーの動物園」（あるいは単に Zoo ）と呼ばれたが効果は全くなく、以後の作戦で二度と採用されることはなかった。「動物園」に参加したレザーバック以下の潜水艦は、任務終了後ルソン海峡方面に移った。敵の対潜哨戒機を1機確認した後、レザーバックは北東に向かって哨戒を行った。10月19日、レザーバックは55日間の行動を終えてミッドウェー島に帰投。艦長がブラウン少佐に代わった。

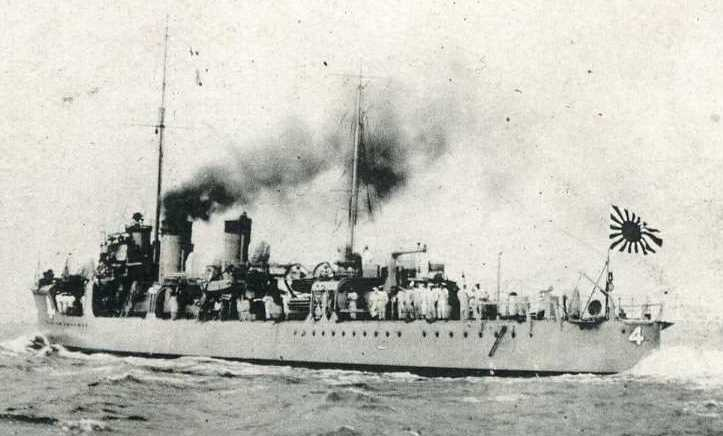
駆逐艦「呉竹」

11月15日、レザーバックは2回目の哨戒でトレパン (USS Trepang, SS-412)、セグンド (USS Segundo, SS-398) とウルフパックを構成しルソン海峡方面に向かった。12月6日夜、ウルフパックはバタン諸島海域で、フィリピンの戦いに使用する増援兵力を搭載したタマ34船団を発見。21時50分、レザーバックは北緯18度52分 東経121度57分 / 北緯18.867度 東経121.950度の地点でセグンドとともに目標に向けて魚雷を発射。魚雷は輸送船乾城丸（乾汽船、6,933トン）に命中し轟沈させた。どちらの魚雷が命中したかは定かではない。12月30日には、バシー海峡で駆逐艦呉竹を撃沈し、他に別の輸送船にも打撃を与えたと判断された。1945年1月5日、レザーバックは47日間の行動を終えてグアム島アプラ港に帰投した。

### 第3、第4、第5の哨戒 1945年2月 - 9月
2月1日、レザーバックは3回目の哨戒でセグンド、シーキャット (USS Sea Cat, SS-399) とウルフパックを組んで東シナ海に向かった。この哨戒では、2月23日と3月1日に敵船に対して魚雷を発射したが、命中しなかった。3月5日に木造海上トラックを砲撃で撃沈したのを皮切りに、3月6日と9日には、3隻それぞれが浮上して艦砲により4隻の木造船を沈め、レザーバックは日本兵3名を捕虜にした。レザーバックはグアムに寄港して捕虜を下ろし、3月26日に53日間の行動を終えて真珠湾に帰投した。
5月7日、レザーバックは4回目の哨戒で日本近海に向かった。日本の南方洋上および東京湾海域での救助配備任務を命じられ、5月25日には第21戦闘機部隊のP-51パイロット、チャールズ・E・テイラー中佐を救助した。6月5日には神戸を空襲し撃墜されたB-29のクルー4名を救助した。6月27日、レザーバックは50日間の行動を終えてミッドウェー島に帰投した。
7月22日、レザーバックは5回目の哨戒でオホーツク海方面に向かった。8月2日、レザーバックは北緯44度41分 東経147度04分 / 北緯44.683度 東経147.067度の地点で2隻の350トン級海上トラックを発見し、砲撃で撃沈した。間を置かず別の海上トラックと武装したラガーの集団が現れ、4隻の海上トラックを砲撃で沈め、残った海上トラックとラガーを破壊した。哨戒の残りは幌筵島沖でアラスカを拠点とする航空機に対する救助配備任務に当たった。8月31日、レザーバックは他の潜水艦11隻と共に東京湾に入港し、9月2日の日本の降伏文書調印式典に参列。この時点で39日間の行動を終えた。レザーバックは式典翌日の9月3日に出航。9月11日に真珠湾に到着し、9月20日にサンディエゴに帰還した。

### 戦後
戦後レザーバックは現役のまま太平洋艦隊に所属し、1948年の前半および1949年後半に日本、中国近海で活動した。1949年には戦闘効率賞を受賞する。1952年8月、レザーバックは退役し GUPPY IIA 改修が行われた。作業完了後1954年1月に再就役し、ニューロンドンの第10潜水戦隊に配属、整調および訓練に入った。
整調後レザーバックは西海岸に移動し、1954年5月24日にサンディエゴを拠点とする第3潜水戦隊に加わる。1954年の残りと55年は沿岸で水上艦隊および航空機部隊に対して対潜水艦戦訓練支援を行う。1956年、レザーバックの作戦活動範囲はカナダ北方まで拡張され、1957年6月24日には拡張極東哨戒を開始する。その中にはペトロパブロフスク訪問も含まれた。1959年には2つ目の戦闘効率賞を受賞する。

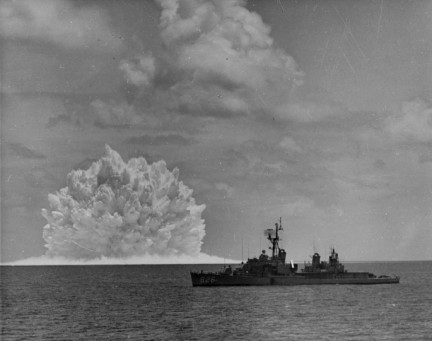
ソードフィッシュ実験でのアガーホルムと爆発の状況

1962年5月11日、レザーバックは核実験「ドミニック作戦」の「ソードフィッシュ」実験に参加する。同実験はASROCの実験であった。ASROCには10キロトンの W44 核弾頭が搭載され、駆逐艦アガーホルム (USS Agerholmn, DD-826) から2カイリ離れた位置にある標的の筏に向けて発射された。レザーバックは潜望鏡深度に潜航しおよそ2カイリ離れた位置から観測した。爆発による衝撃波はレザーバックの船体を揺らした。本実験の記録映像はエネルギー省が公開している。
1960年代は定期的に第7艦隊配備が行われ、レザーバックは1965年に南シナ海へ展開、最初のベトナム勲功章を受章した。1966年2月1日にサンディエゴに帰還したが、1966年12月29日から1967年7月3日まで、また1968年8月6日から1969年2月まで西太平洋で活動した。サンディエゴ沖の西海岸での活動継続中の1969年7月2日、レザーバックは三度目の戦闘効率賞を受賞した。レザーバックの最後の配備は再び西太平洋で行われ、1970年1月30日から8月7日までであった。配備が完了し西海岸への帰還後間もなくレザーバックはハンターズ・ポイント海軍造船所で予備役となり、11月30日に退役、トルコ海軍へ移管された。

### トルコ海軍で・保存艦
トルコ海軍では1971年12月17日にオスマン帝国の提督ムラト・レイスに因んでムラトレイス (TCG Muratreis, S-336) の艦名で就役した。ムラトレイスはトルコ海軍で30年間活動し、2001年8月に退役した。
2004年3月25日、アーカンソー州ノースリトルロック市がムラトレイスをトルコから37,500ドルで購入した。購入代金および搬送費用は全て個人の寄付金によって賄われた。

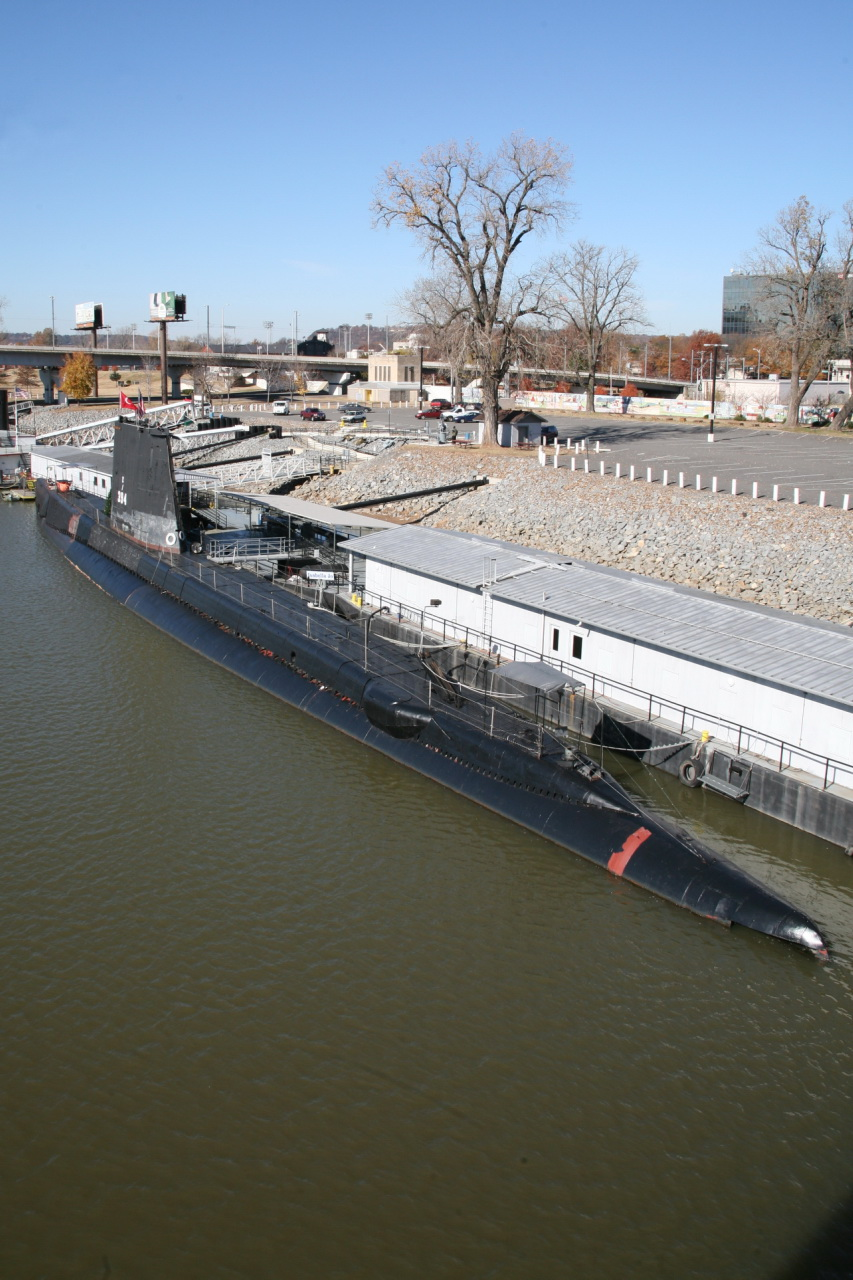
展示中のレザーバック。

船体は5月5日にトルコを出発し、地中海を横断しジブラルタルを経由、その後大西洋を横断し、2004年6月13日、日曜日の晩にフロリダ州キーウェストに到着した。翌6月14日、潜水艦は再び曳航され、6月19日にルイジアナ州ニューオーリンズに到着した。そこからミシシッピ川とアーカンソー川を曳航され、ノースリトルロックに到着した。
艦は7月16日にモントゴメリー・ポイント・ロック・アンド・ダムで停泊し、陸軍工兵隊による安全確保のため通過が遅れた。通過時艦の吃水は、艦首が11.5フィート、艦尾は15フィートであったが、アーカンソー川のいくつかの部分は9フィート未満の深さであった。艦が川底に接触するのを防ぐため一対の艀が使用され、艦体はその上に乗せて運ばれた。
8月29日にレザーバックはノースリトルロックの展示施設、アーカンソー内陸海事博物館に到着した。レザーバックの公開は公式には2005年5月15日に一般公開された。

## 表彰
レザーバックは第二次世界大戦の戦功で5個、ベトナム戦争の戦功で4個の従軍星章を受章した。